# Abdon Kłodziński
Abdon Kłodziński (ur. 25 października 1881 w Kętach, zm. 18 października 1937 w Krakowie) – polski historyk mediewista, historyk prawa polskiego, edytor źródeł. Jego bratem był Adam Kłodziński.

## Życiorys
Był synem Zygmunta Franciszka Kłodzińskiego (1838-1914) - powstańca styczniowego, urzędnika magistratu Kęt. Studiował prawo i historię na Uniwersytecie Jagiellońskim. Uzyskał doktorat z historii w 1908 na podstawie rozprawy "Wojna dyplomatyczna Zygmunta Augusta z Zakonem Inflanckim 1556-1557". Uczestniczył w rzymskiej ekspedycji Akademii Umiejętności w latach 1909-1910. Następnie pracował w Archiwum Krajowym Akt Grodzkich i Ziemskich w Krakowie. W latach 1919–1925 był wykładowcą uniwersytetu w Poznaniu (prof. nadzwyczajny - 1921). Od 1925 był profesorem nadzwyczajnym historii ustroju i prawa polskiego na Uniwersytecie Jagiellońskim (nominację na stanowisko profesora zwyczajnego uzyskał w 1930 roku). Edytor wielu źródeł historycznych. Został pochowany na cmentarzu Rakowickim w Krakowie.

## Wybrane publikacje
- O archiwum Skarbu Koronnego na zamku krakowskim, 1923.
- Dawne polskie prawo prywatne, 1928.
- Najstarsza księga Sądu Najwyższego prawa niemieckiego na zamku krakowskim, 1936.